# Estàtues de guerrers galaics
Les estàtues de guerrers galaics, també denominades estàtues de guerrers galaicolusitans, lusitans o de la cultura dels castres, són una sèrie d'escultures preromanes de pedra, de grandària natural que s'han trobat al nord-oest de la península Ibèrica. Les figures, trobades a Galícia i al nord de Portugal, han estat interpretades per Thomas G. Schattner com a deïtats guerreres protectores, vestides en la forma típica dels guerrers galaics.
La datació dels guerrers galaics o lusitans segueix sent discutida. Se'n considera l'estela de Sâo Joâo de Ver, en què només està clarament format el cap, un predecessor. La creació d'aquestes escultures data dels s. IV o V ae, o a tot tardar del s. III ae.
En les estàtues apareixen representades torques que corresponen a troballes de la zona. Els seus punyals són idèntics als de les troballes arqueològiques de l'edat del ferro de la península. És a dir, són representacions de guerrers locals, que no tenen models romans. Les inscripcions llatines mostren que encara s'alçaven o estaven en ús en època romana, però dificulten la datació.
Les estàtues es trobaren als castres de la cultura dels castres i han estat interpretades com a guerrers o déus. La funció com a deïtat la dona la troballa de Sanfins, una troballa tan valuosa com rara, en què la muralla defensiva en recorda la trobada en l'excavació arqueològica de Glauberg. Les escultures també mostren una notable semblança amb les escultures cèltiques de l'Europa central, com el guerrer de Hirschlanden.
Hi ha una bona col·lecció d'aquestes figures al Museu Nacional d'Arqueologia de Lisboa i en museus locals de Guimarães, Sanfins i Viana do Castelo. Al Museu Municipal de Viana do Castelo hi ha l'estàtua del guerrer de Sâo Paio de Meixedo, també coneguda com a «estàtua de Viana» o «do Páteo da Morte», una de les tres peces descrites per Emil Hübner al 1861.